# San Gabrielito, Tepecoacuilco de Trujano
San Gabrielito är en ort i Mexiko.   Den ligger i kommunen Tepecoacuilco de Trujano och delstaten Guerrero, i den sydöstra delen av landet, 130 km söder om huvudstaden Mexico City. San Gabrielito ligger 838 meter över havet och antalet invånare är 164.
Terrängen runt San Gabrielito är huvudsakligen kuperad, men den allra närmaste omgivningen är platt. Runt San Gabrielito är det ganska tätbefolkat, med 172 invånare per kvadratkilometer. Närmaste större samhälle är Iguala de la Independencia, 10,8 km nordväst om San Gabrielito. Omgivningarna runt San Gabrielito är en mosaik av jordbruksmark och naturlig växtlighet.